# Кардона, Ирвин
Ирви́н Кардона́ (фр. Irvin Cardona; род. 8 августа 1997, Ним, Франция) — французский футболист, нападающий клуба «Сент-Этьен».

## Клубная карьера
Воспитанник скромного клуба «Ле Понте». В 2012 году присоединился к юношеской команде «Монако». Через четыре года был переведён во вторую команду. Дебют в первенстве Франции состоялся 12 февраля 2017 года в матче против клуба «Метц». Всего в своём дебютном сезоне он принял участие в трёх встречах чемпионата, а его команда стала чемпионом страны.

## Карьера в сборной
Провёл три встречи за юношескую сборную Франции до 18 лет, а также семь игр за «молодёжку», в которых отличился двумя голами.

## Достижения
«Монако»
- Чемпион Франции: 2016/17

## Клубная статистика
По состоянию на 28 апреля 2021 года.
| Выступление      | Выступление       | Выступление      | Лига | Лига | Кубки | Кубки | Еврокубки | Еврокубки | Итого | Итого |
| Клуб             | Лига              | Сезон            | Игры | Голы | Игры  | Голы  | Игры      | Голы      | Игры  | Голы  |
| ---------------- | ----------------- | ---------------- | ---- | ---- | ----- | ----- | --------- | --------- | ----- | ----- |
| Монако           | Лига 1            | 2016/17          | 3    | 0    | 4     | 0     | 0         | 0         | 7     | 0     |
| Монако           | Итого             | Итого            | 3    | 0    | 4     | 0     | 0         | 0         | 7     | 0     |
| Серкль Брюгге    | Первый дивизион B | 2017/18          | 17   | 7    | 1     | 1     | 0         | 0         | 18    | 8     |
| Серкль Брюгге    | Лига Жюпилер      | 2018/19          | 20   | 6    | 0     | 0     | 0         | 0         | 20    | 6     |
| Серкль Брюгге    | Итого             | Итого            | 37   | 13   | 1     | 1     | 0         | 0         | 38    | 14    |
| Брест            | Лига 1            | 2019/20          | 21   | 6    | 2     | 1     | 0         | 0         | 23    | 7     |
| Брест            | Лига 1            | 2020/21          | 32   | 8    | 2     | 0     | 0         | 0         | 34    | 8     |
| Брест            | Итого             | Итого            | 53   | 14   | 4     | 1     | 0         | 0         | 57    | 15    |
| Всего за карьеру | Всего за карьеру  | Всего за карьеру | 93   | 27   | 9     | 2     | 0         | 0         | 102   | 29    |